# Ромен Леффель
Ромен Леффель (нім. Romain Loeffel, нар. 10 березня 1991, Ла-Шо-де-Фон) — швейцарський хокеїст, захисник клубу НЛА «Берн». Гравець збірної команди Швейцарії.

## Ігрова кар'єра
Уродженець Ла-Шо-де-Фона Леффель є вихованцем місцевого клубу «Ла Шо-де-Фон». У п'ятнадцятирічному віці переїхав до Фрібургу.
Хокейну кар'єру розпочав 2008 року дебютувавши в складі «Янг Спрінтерс» (НЛБ). З сезону 2009-10 Ромен ств основним гравцем клубу «Фрібур-Готтерон», відігравши по кілька матчів за «Янг Спрінтерс» та «Лангенталь». 31 січня 2014 року його обміняли на гравців «Женева-Серветт» Джона Фріче-молодшого та Жеремі Камерзіна.
2 жовтня 2014 року Ромена дискваліфікували на 7 ігор та оштрафували на 10 000 швейцарських франків за те, що 26 вересня 2014 року в грі проти «Лозанни» штовхнув лайнсмена. Рето Штайнманн, який на той час очолював нагляд за суддями у Швейцарській федерації хокею, переглянув інцидент на відео та вирішив розпочати процедуру відсторонення Леффеля. Ця справа мала великий розголос у самій Швейцарії.
2 грудня 2014 року клуб «Женева-Серветт» продовжив з Роменом угоду ще на один рік.
2 грудня 2015 року Леффель погодився продовжити контракт з женевцями ще на два роки. За підсумками сезону 2015–16 захисник потрапив до збірної зірок НЛА за версією журналістів.
16 жовтня 2017 року «Лугано» підписав з Леффелем чотирирічний контракт на суму 4,8 млн швейцарських франків. Контракт вступив в силу з сезону 2018–19.
Влітку 2022 року Леффель перейшов до клубу «Берн».

## Збірні
Був гравцем юніорської та молодіжної збірної Швейцарії, у складі яких брав участь у 23 іграх. 
Виступає за національну збірну Швейцарії 3 2015 року, наразі провів у її складі 33 матчі.

## Нагороди та досягнення
- Володар Кубку Шпенглера в складі клубу «Женева-Серветт» — 2014.[9]
- команда всіх зірок НЛА за версією журналістів — 2016.

## Статистика

### Клубні виступи
| Сезон        | Клуб              | Ліга         | Регулярний сезон | Регулярний сезон | Регулярний сезон | Регулярний сезон | Регулярний сезон | Плей-оф | Плей-оф | Плей-оф | Плей-оф | Плей-оф |
| Сезон        | Клуб              | Ліга         | І                | Г                | П                | О                | ШХ               | І       | Г       | П       | О       | ШХ      |
| ------------ | ----------------- | ------------ | ---------------- | ---------------- | ---------------- | ---------------- | ---------------- | ------- | ------- | ------- | ------- | ------- |
| 2008–09      | «Янг Спрінтерс»   | НЛБ          | 36               | 5                | 9                | 14               | 46               | —       | —       | —       | —       | —       |
| 2008–09      | «Фрібур-Готтерон» | НЛА          | 3                | 0                | 0                | 0                | 4                | —       | —       | —       | —       | —       |
| 2009–10      | «Фрібур-Готтерон» | НЛА          | 37               | 0                | 0                | 0                | 12               | 6       | 0       | 0       | 0       | 0       |
| 2009–10      | «Янг Спрінтерс»   | НЛБ          | 3                | 0                | 2                | 2                | 4                | —       | —       | —       | —       | —       |
| 2009–10      | «Лангенталь»      | НЛБ          | 8                | 0                | 3                | 3                | 8                | 6       | 0       | 2       | 2       | 12      |
| 2010–11      | «Фрібур-Готтерон» | НЛА          | 42               | 6                | 9                | 15               | 16               | 4       | 1       | 0       | 1       | 2       |
| 2011–12      | «Фрібур-Готтерон» | НЛА          | 49               | 5                | 12               | 17               | 28               | 11      | 1       | 5       | 6       | 4       |
| 2012–13      | «Фрібур-Готтерон» | НЛА          | 34               | 3                | 10               | 13               | 22               | 18      | 1       | 5       | 6       | 4       |
| 2013–14      | «Фрібур-Готтерон» | НЛА          | 43               | 1                | 5                | 6                | 20               | —       | —       | —       | —       | —       |
| 2013–14      | «Женева-Серветт»  | НЛА          | 2                | 1                | 0                | 1                | 2                | —       | —       | —       | —       | —       |
| 2014–15      | «Женева-Серветт»  | НЛА          | 43               | 8                | 21               | 29               | 22               | 12      | 2       | 8       | 10      | 2       |
| 2015–16      | «Женева-Серветт»  | НЛА          | 50               | 6                | 27               | 33               | 52               | 11      | 3       | 4       | 7       | 10      |
| 2016–17      | «Женева-Серветт»  | НЛА          | 50               | 10               | 26               | 36               | 18               | 4       | 1       | 0       | 1       | 0       |
| 2017–18      | «Женева-Серветт»  | НЛА          | 48               | 10               | 14               | 24               | 22               | 5       | 1       | 1       | 2       | 4       |
| 2018–19      | «Лугано»          | НЛА          | 48               | 10               | 22               | 32               | 20               | 4       | 2       | 1       | 3       | 0       |
| 2019–20      | «Лугано»          | НЛА          | 50               | 7                | 16               | 23               | 28               | —       | —       | —       | —       | —       |
| 2020–21      | «Лугано»          | НЛА          | 50               | 3                | 20               | 23               | 50               | 5       | 2       | 3       | 5       | 0       |
| 2021–22      | «Лугано»          | НЛА          | 33               | 9                | 12               | 21               | 42               | 6       | 0       | 0       | 0       | 4       |
| Усього в НЛА | Усього в НЛА      | Усього в НЛА | 582              | 79               | 194              | 273              | 358              | 86      | 14      | 27      | 41      | 30      |

### Збірна
| Рік                | Команда            | Турнір             | Місце              | І  | Г | П | О  | ШХ |
| ------------------ | ------------------ | ------------------ | ------------------ | -- | - | - | -- | -- |
| 2008               | Швейцарія          | ЮЧС18              | 8-е                | 6  | 0 | 1 | 1  | 18 |
| 2009               | Швейцарія          | ЮЧС18              | 8-е                | 6  | 0 | 4 | 4  | 12 |
| 2009               | Швейцарія          | МЧС-D1             | 11-е               | 5  | 0 | 0 | 0  | 0  |
| 2011               | Швейцарія          | МЧС                | 5-е                | 6  | 1 | 0 | 1  | 4  |
| 2015               | Швейцарія          | ЧС                 | 8-е                | 2  | 0 | 0 | 0  | 0  |
| 2017               | Швейцарія          | ЧС                 | 6-е                | 8  | 1 | 4 | 5  | 8  |
| 2018               | Швейцарія          | ОІ                 | 10-е               | 3  | 0 | 1 | 1  | 0  |
| 2019               | Швейцарія          | ЧС                 | 8-е                | 8  | 1 | 2 | 3  | 2  |
| 2021               | Швейцарія          | ЧС                 | 6-е                | 7  | 3 | 1 | 4  | 2  |
| 2022               | Швейцарія          | ОІ                 | 8-е                | 5  | 1 | 0 | 1  | 2  |
| Молодіжна збірна   | Молодіжна збірна   | Молодіжна збірна   | Молодіжна збірна   | 23 | 1 | 5 | 6  | 34 |
| Національна збірна | Національна збірна | Національна збірна | Національна збірна | 33 | 6 | 8 | 14 | 14 |